# Dalmierz laserowy

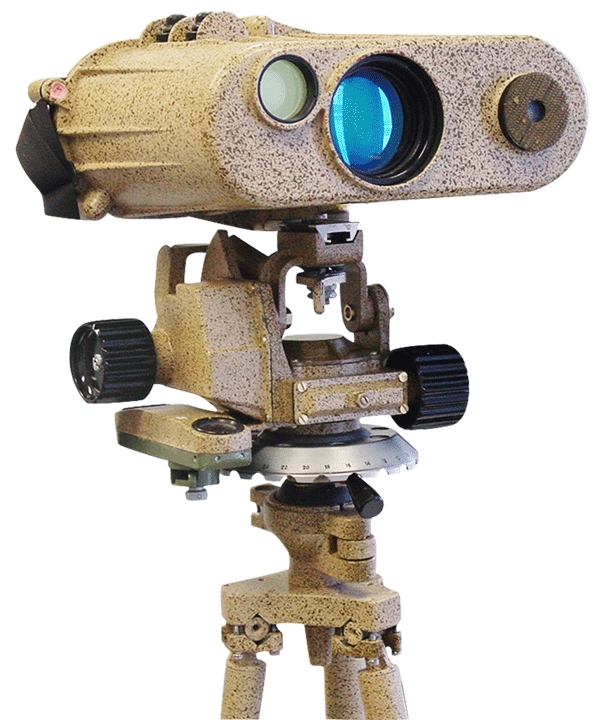
Dalmierz LRB20000

Dalmierz laserowy (ang. laser target marker, LTM, lub laser rangefinder, LRF) – rodzaj dalmierza do określania odległości od nieprzezroczystego obiektu za pomocą promienia lasera (zwykle podczerwonego).
Dalmierze używane są w wojsku i przez policję, w sporcie (w golfie, do strzelań długodystansowych i przez myśliwych) oraz w budownictwie i budowlanych pracach wykończeniowych.

## Zasada działania

### Czas przelotu
Pomiar odległości polega na wysłaniu promienia lasera w kierunku obiektu i zmierzeniu czasu po jakim odbity promień powróci do nadawcy. Na podstawie tego czasu obliczana jest odległość od obiektu.

### Obliczanie przesunięcia fazowego fali świetlnej
Ta technika jest stosowana w zaawansowanych dalmierzach wojskowych. Umożliwia zwiększenie dokładności pomiaru techniką czasu przelotu.

### Interferometria
Interferometryczny pomiar odległości jest najdokładniejszy, ale aparatura jest droga i podatna na uszkodzenia.

## Zastosowanie

### Dalmierze budowlane

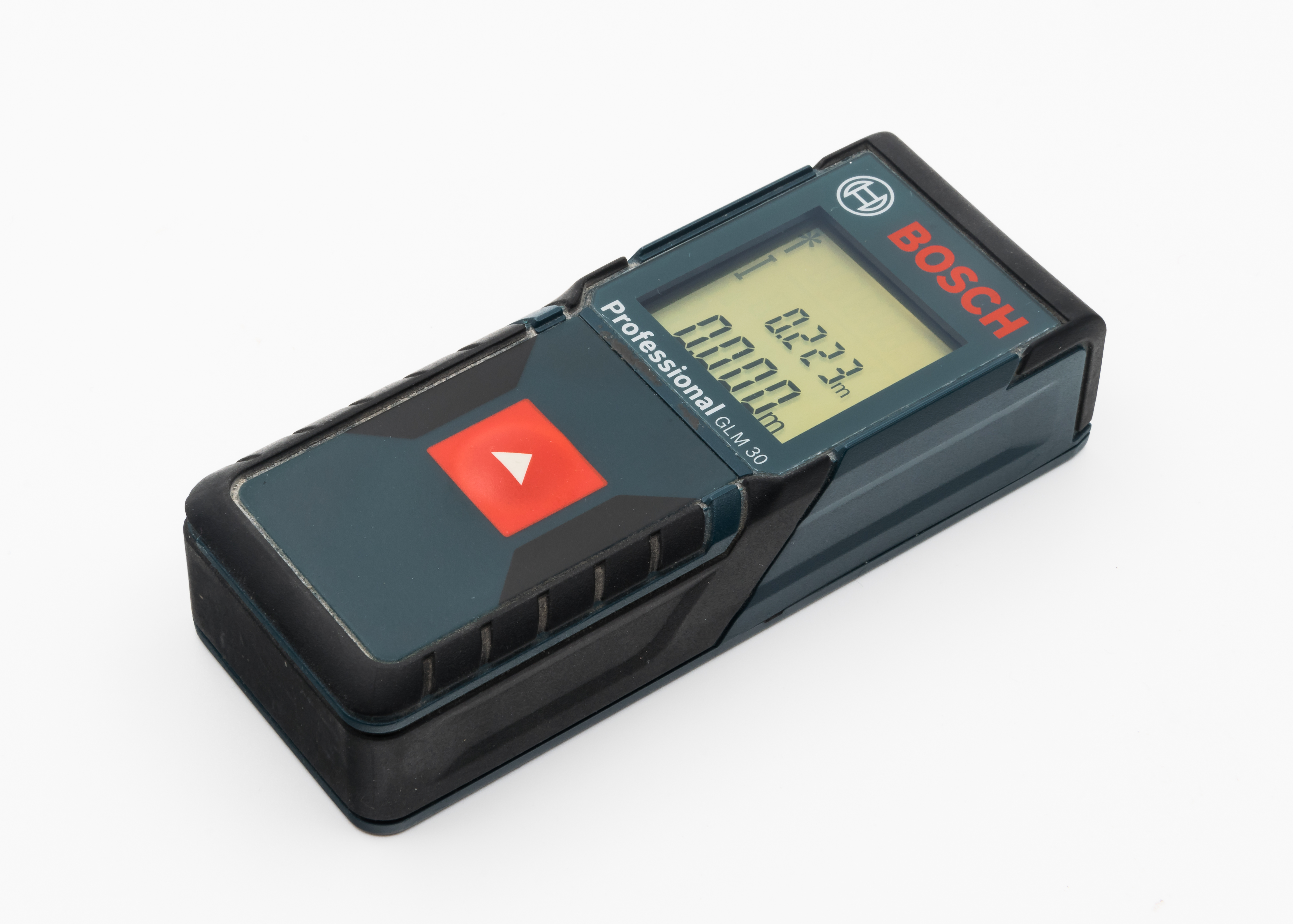
Ręczny dalmierz laserowy Bosh GLM 30

Zgodnie z nazwą i przeznaczeniem służą do pomiaru odległości wewnątrz pomieszczeń i na placu budowy z dokładnością maksymalnie kilku milimetrów. W praktyce umożliwiają pomiar odległości od kilkudziesięciu cm do kilkudziesięciu metrów, mimo że ich zasięg teoretyczny jest dużo większy (do 200-300 m).
Pomiar polega na przyłożeniu dalmierza (po wyborze opcji – górą lub dołem) do jednego z końców mierzonego odcinka i nacelowaniu – wskazaniu promieniem lasera końcowego – mierzonego punktu.
Z uwagi na ograniczoną moc (bezpieczeństwo użytkowników) lasera zasięg pomiaru jest uzależniony od możliwości zobaczenia plamki światła laserowego i rodzaju materiału, na które ono pada (pomiar jest bardzo ograniczony w przypadku ciemnych, porowatych, a przede wszystkim wilgotnych powierzchni). Maksymalne zasięgi – ok. 100 metrów są możliwe wewnątrz słabo oświetlonych pomieszczeń. Dalmierze laserowe markowych producentów wykonują kilkanaście pomiarów i uśredniają wynik, gdyż pojedynczy pomiar jest obarczony błędem będącym efektem drgania ręki.
Producenci oferują też czasem tarcze pokryte folią odblaskową, okulary zwiększające kontrast itp. Dalmierze w większości posiadają dodatkowe funkcje: pomiar kątów, obliczanie powierzchni, objętości czy wysokości z twierdzenia Pitagorasa, gniazdo USB lub interface Bluetooth do komunikacji z komputerem czy laptopem lub z telefonem. Zasilane są zwykle z wymiennego akumulatora lub awaryjnie z baterii AA.

### Dalmierze myśliwskie (sportowe)
Mają zasięg maksymalny od 400 do około 1200 metrów. Zbudowane są jako lornetka z dalmierzem lub luneta (monokl) z dalmierzem. Powiększenie to od 4 do 8 razy. Dokładność pomiaru wynosi około 1 metra. Masa od 250 g do około pół kilograma.
Zasilanie to często baterie CR123, bateria CR2 lub 6F22 (9 V). Niektóre modele mogą być bezpośrednio instalowane na broni – celowniki optyczne z dalmierzem. Pomiar odległości może być w nich uruchamiany zdalnie – często bezprzewodowym włącznikiem na podczerwień, przymocowanym w wygodnym dla strzelca miejscu na broni.

### Dalmierze wojskowe
Wojskowe dalmierze można podzielić na przenośne i montowane na podstawach (trójnożnych lub na pojazdach i łodziach). Są one zabezpieczone obudową odporną na złe warunki użytkowania.

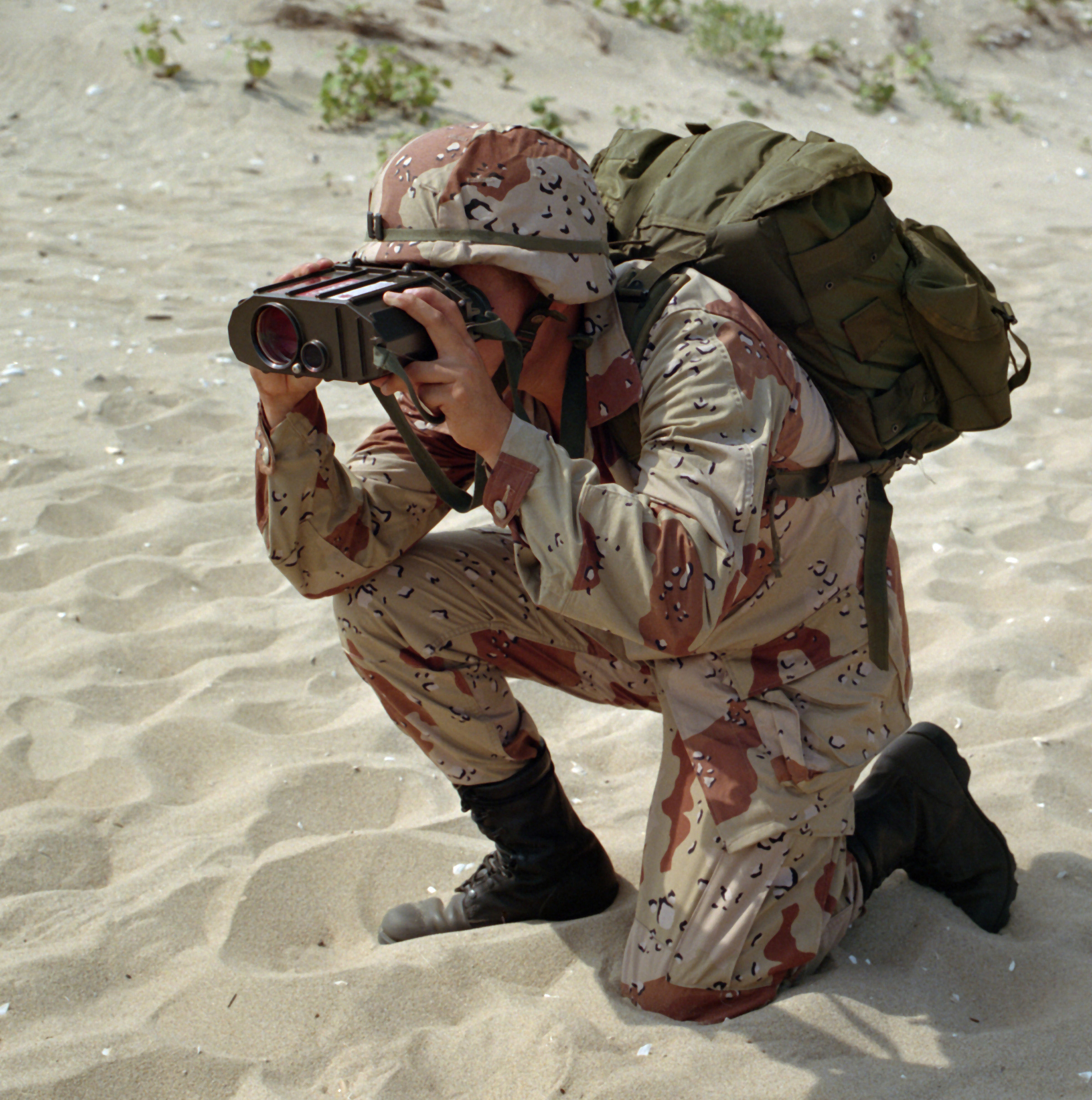
Żołnierz amerykański z dalmierzem AN/GVS-5

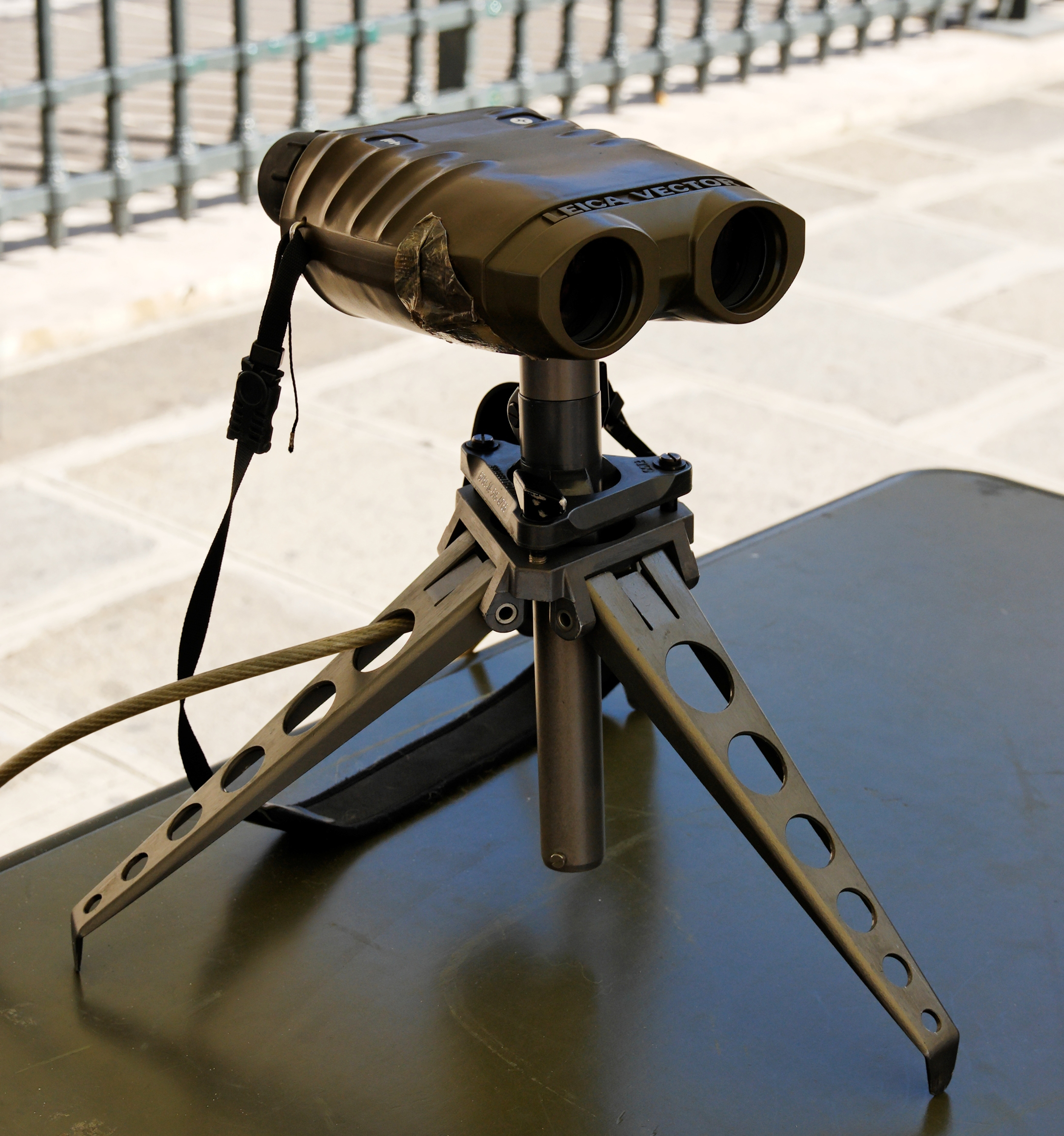
Lornetkowy dalmierz Leica Vector

Dalmierze przenośne są zwykle budowane w oparciu o plan lornetki. Mogą mierzyć odległości do 25 km. Przykładem może być amerykański dalmierz AN/GVS-5 o optyce 7 × 15, masie 2,27 kg i zasięgu do 9900 m. Zasilany jest zewnętrznie z 24 V źródła zasilania które pozwala dokonać do 100 pomiarów zanim powinno zostać ponownie naładowane. Dalmierz pracuje na fali długości 1,06 mikrona.
Dalmierze stacjonarne mogą dokonywać również pomiarów azymutu magnetycznego i różnic wysokości. Przykładem może być dalmierz LRB20000 o zasięgu do 20 km. Można mierzyć również azymut magnetyczny oraz kąty w pionie i w poziomie.
Snajperzy wojskowi zwykle nie stosują dalmierzy laserowych na polu walki, gdyż są one łatwe do wykrycia dla przeciwnika dysponującego sprzętem elektrooptycznym. Dalmierze mogą być stosowane, tylko gdy przeciwnik nie dysponuje elektronicznymi środkami obserwacji pola walki.